# Staatsmeisterschaft von Rio de Janeiro (1915–1978)
Die Staatsmeisterschaft von Rio de Janeiro bezeichnet die Fußballmeisterschaft des von 1889 bis 1975 bestehenden Bundesstaates Rio de Janeiro in Brasilien, die mit Unterbrechungen von 1915 bis 1978 ausgetragen wurde. Sie ist nicht mit der seit 1906 gespielten Meisterschaft des unter verschiedenen Namen bestehenden Stadtstaates Rio de Janeiro zu verwechseln, in welchem sie 1979 auch aufgegangen ist. Im brasilianischen Sprachgebrauch wurde die Meisterschaft des Bundesstaates in der portugiesischen Landessprache Campeonato Fluminense genannt, in Unterscheidung zur Meisterschaft des Stadtstaates, die Campeonato Carioca genannt wurde.

## Geschichte
Die Stadt Rio de Janeiro war seit der Unabhängigkeit Brasiliens 1822 sowohl die Hauptstadt der Provinz Rio de Janeiro wie auch die des Kaiserreichs Brasilien. Im Jahr 1834 wurde die Stadt administrativ von ihrem Umland als eigenständige Gebietskörperschaft separiert. Während die Stadt nun, ihrer Funktion als Hauptstadt Brasiliens gerecht werdend, den Status einer „neutralen Stadt“ (Município Neutro) einnahm, bestand ihr Umland als Provinz Rio de Janeiro weiter fort, mit Niterói als neuer Kapitale. Da beide Gebietskörperschaften denselben Namen führten, wurden sie seither im einfachen Sprachgebrauch unterschieden; Carioca stand für die Stadt und Fluminense für das Umland. Dieser Zustand hat sich auch nach dem Ende des Kaiserreichs und der Proklamation der Republik 1889 fortgesetzt, nach der die Stadt nun als „Föderaldistrikt“ (Distrito Federal) und das Umland nun als Bundesstaat separat voneinander weiterbestanden. Nachdem der Föderaldistrikt 1960 nach Brasília verlegt wurde, hat die Stadt den Status eines Bundesstaates mit dem Namen „Guanabara“ angenommen. Rio-Stadt und Rio-Umland wurden erst 1975 zu einem Bundesstaat wiedervereint.
Die Fußballvereine des urbanen Föderaldistrikts (Carioca) haben bereits 1906 eine erste Meisterschaft ausgetragen, die dritte eines brasilianischen Staates nach São Paulo und Bahia überhaupt, während die des provinziellen Bundesstaates (Fluminense) erst 1915 eine solche organisieren konnten. Der Fußball des Bundesstaates wurde bis 1951 auf Amateurniveau betrieben und von verschiedenen Sportverbänden organisiert, die gelegentlich miteinander konkurrierten. Erst mit der 1941 gegründeten Dachorganisation der Federação Fluminense de Desportos (FFD) konnte ein Professionalisierungsprozess angestoßen werden. Die dominierenden Vereine des Bundesstaates kamen aus der Landeshauptstadt Niterói und Campos dos Goytacazes.
Im Jahr 1975 wurden auf Erlass des Präsidenten Ernesto Geisel die Bundesstaaten Guanabara (Rio-Stadt; Carioca) und Rio de Janeiro (Rio-Umland; Fluminense) wiedervereint mit dem Namen Rio de Janeiro. Die Fusion der Federação Fluminense de Desportos (FFD) und der Federação Carioca de Futebol (FCF) ließ allerdings bis 1978 auf sich warten, die bis dahin parallel zueinander weiter ihre Meisterschaften ausrichteten. Anlässlich der Vereinigung der beiden Verbände zur bis heute bestehenden Federação de Futebol do Estado do Rio de Janeiro (FERJ) wurde 1979 eine Vereinigungsmeisterschaft abgehalten. 
Die „Provinzvereine“ der alten Campeonato Fluminense sind seit der Wiedervereinigung in der Staatsmeisterschaft gegenüber den wirtschaftlich deutlich stärker aufgestellten Stadtvereinen unterlegen. Bis heute haben lediglich zwei von ihnen (2002 Americano FC (RJ), 2005 Volta Redonda FC) es bis zu einer Vizemeisterschaft gebracht. Die Dominanz der Stadtvereine spiegelt sich auch in der umgangssprachlichen Bezeichnung der seit 1979 gespielten Meisterschaft wider, die nach wie vor als Campeonato Carioca bezeichnet wird.

## Sieger
| Rekordmeister: Americano FC | 0 | 6 Titel | Americano FC (Campos dos Goytacazes) |
| Rekordmeister: Americano FC | 0 | 5 Titel | Goytacaz FC (Campos dos Goytacazes) |
| Rekordmeister: Americano FC | 0 | 4 Titel | Byron FC (Niterói) Associação Nichteroyense (Niterói) |
| Rekordmeister: Americano FC | 0 | 3 Titel | Fonseca AC (Niterói) Central SC (Barra do Piraí) Adrianino AC (Paulo de Frontin) Liga Campista (Campos dos Goytacazes) |
| Rekordmeister: Americano FC | 0 | 2 Titel | AA Barbará (Barra Mansa) Barra Mansa FC Barreto FC (Niterói) Fluminense AC (Niterói) Icaraí FC (Niterói) Manufatora AC (heute Associação Desportiva Niterói) Serrano Football Club (Petrópolis) Liga Desportiva de Barra do Piraí (Barra do Piraí) |
| Rekordmeister: Americano FC | 0 | 1 Titel | Ararigboya FC (Niterói) Clube dos Coroados (Valença) AE Eletrovapo (Niterói) SC Elite (Niterói) Friorífico AC (Mendes) Grupo de Regatas Gragoatá (Niterói) Nictheroyense FC (Niterói) Odeon FC (Niterói) Parnahyba FC (Niterói) Petropolitano FC (Petrópolis) CE Rio Branco (Campos dos Goytacazes) Royal SC (Barra do Piraí) EC Sapucaia (Campos dos Goytacazes) |

## Meisterschaftshistorie
|  | 0 | - 1978 Goytacaz FC - 1977 Manufatora AC - 1976 Central SC - 1975 Americano FC - 1974 EC Sapucaia - 1973 nicht ausgetragen - 1972 AA Barbará - 1971 AA Barbará - 1970 Central SC - 1969 Americano FC - 1968 Americano FC - 1967 Goytacaz FC - 1966 Goytacaz FC - 1965 Americano FC - 1964 Americano FC \| (extra) AE Eletrovapo - 1963 Goytacaz FC - 1962 Fonseca AC - 1961 CE Rio Branco - 1960 Fonseca AC - 1959 Fonseca AC - 1958 Manufatora AC - 1957 Adrianino AC - 1956 nicht ausgetragen - 1955 (FFD) Goytacaz FC \| (DEP) Friorífico AC - 1954 (FFD) Americano FC \| (DEP) Clube dos Coroados - 1953 (FFD) Barra Mansa FC \| (DEP) Barra Mansa FC - 1952 (DEP) Adrianino AC \| (extra) Adrianino AC 0 Beginn der Profiära - 1951 Liga Desportiva de Barra do Piraí - 1950 Liga Desportiva de Barra do Piraí - 1949 Liga Campista - 1948 Liga Campista - 1947 Liga Campista - 1946 nicht ausgetragen - 1945 Serrano Football Club - 1944 Petropolitano FC - 1943 Icaraí FC - 1942 Royal SC - 1941 Icaraí FC - 1934 Central SC - 1933 nicht ausgetragen - 1932 nicht ausgetragen - 1931 Associação Nichteroyense - 1930 Associação Nichteroyense - 1929 Associação Nichteroyense - 1928 Associação Nichteroyense - 1927 Grupo de Regatas Gragoatá - 1926 SC Elite - 1925 (LSF) Byron FC \| (AFEA) Serrano FC - 1924 Byron FC - 1923 Barreto FC - 1922 Byron FC - 1921 Barreto FC - 1920 Fluminense AC - 1919 Fluminense AC - 1918 (LSF) Nictheroyense FC \| (AFDT) nicht beendet - 1917 (LSF) Odeon FC \| (AFDT) Byron FC - 1916 Parnahyba FC - 1915 Ararigboya FC |

Acre |
Alagoas |
Amapá |
Amazonas |
Bahia |
Ceará |
Distrito Federal (Brasília) |
Espírito Santo |
Goiás |
Maranhão |
Mato Grosso |
Mato Grosso do Sul |
Minas Gerais |
Pará |
Paraíba |
Paraná |
Pernambuco |
Piauí |
Rio de Janeiro (Carioca) |
Rio Grande do Norte |
Rio Grande do Sul |
Rondônia |
Roraima |
Santa Catarina |
São Paulo |
Sergipe |
Tocantins
Nicht mehr ausgetragen:
Rio de Janeiro (Fluminense)